# Xã Lyon, Quận Geary, Kansas
Xã Lyon (tiếng Anh: Lyon Township) là một xã thuộc quận Geary, tiểu bang Kansas, Hoa Kỳ. Năm 2010, dân số của xã này là 305 người.